# أخذ بالثأر (فلم)
أخذ بالثأر (بالإنجليزية: Reprisal) هو فيلم حركة و اثارة تم انتاتجه في الولايات المتحدة و صدر سنة 2018 من بطولة بروس ويليس وفرانك جريلو.

## القصة
يسعى أحد المحاربين القدامى إلى جمع الأموال اللازمة من أجل الرعاية الصحية لابنه، عن طريق تعقب المجرمين، بالتعاون مع صديق محارب قديم آخر.

## وصلات خارجية
- مقالات تستعمل روابط فنية بلا صلة مع ويكي بيانات